# Kuczyn (obwód homelski)
Kuczyn (biał. Кучын; ros. Кучин, Kuczin; pol. hist. Kuczyn) – wieś na Białorusi, w obwodzie homelskim, w rejonie kormańskim, w sielsowiecie Kamienka.

## Historia
W XIX i w początkach XX w. położony był w Rosji, w guberni mohylewskiej, w powiecie rohaczewskim, w gminie Korma. Następnie w granicach Związku Sowieckiego. Od 1991 w niepodległej Białorusi.